# لیام اودانل
لیام اودانل (به انگلیسی: Liam O'Donnell) (زاده ۱۲ آوریل ۱۹۸۲) کارگردان، تهیه‌کننده، فیلم‌نامه‌نویس و هنرمند جلوه‌های ویژه آمریکایی است.
اودانل در سال ۲۰۰۴ از دانشگاه بوستون فارغ التحصیل شد و اندکی پس از آن با کرگ و کالین استراوس، صاحبان Hydraulx VFX کار کرد. او در سال ۲۰۱۰ فیلم آسمان شهر را نوشت و تولید کرد.

## فیلمشناسی
- آسمان شهر (۲۰۱۰) - نویسنده و تهیه‌کننده
- پشت آسمان شهر (۲۰۱۷) - نویسنده، کارگردان و تهیه‌کننده
- دروازه‌ها (۲۰۱۹) - نویسنده، کارگردان و تهیه‌کننده
- آسمان‌های شهر (۲۰۲۰) - نویسنده، کارگردان و تهیه‌کننده
- آسمان شهر: راه جنگ (۲۰۲۵) - نویسنده، کارگردان و تهیه‌کننده [۳]
- بی‌رحم (آینده) - کارگردان و تهیه‌کننده [۴]